# Microsynanthedon
Microsynanthedon é um gênero de traça pertencente à família Brachodidae.